# Ренненкампф, Павел Яковлевич
Павел Яковлевич Ренненкампф (нем. Paul Andreas Edler von Rennenkampff; 9 марта 1790 — 8 декабря 1857) — барон, русский генерал, участник Крымской войны.

## Биография
Родился 9 марта 1790 года, происходил из дворян Эстляндской губернии. В 1812 году, будучи коллежским регистратором, поступил в колонновожатые и за участие в Бородинской битве был произведён в прапорщики Свиты Его Величества по квартирмейстерской части; за участие в сражении при Бауцене произведён был в подпоручики и в 1814 году — в штабс-капитаны.
В 1815 году переведён во вновь образованный Гвардейский Генеральный Штаб, а в следующем, 1816 году, был командирован при посольстве А. П. Ермолова в Персию и затем оставлен на службе при Кавказском корпусе. Им составлено было описание маршрута посольства в Персию и чуть ли не первое барометрическое нивелирование (1818 год) в Кавказских горах между Моздоком и Тифлисом. В 1824 году произведённый в полковники, Ренненкампф был назначен обер-квартирмейстером сперва 1-го резервного кавалерийского, а потом 4-го пехотного корпусов, а в 1827 году назначен снова в состав Кавказского корпуса.
После подавления восстания Черниговского полка был привлечён к следствию в 1-й армии в связи с показаниями об его участии в тайном обществе и заговоре декабристов на юге, но по итогам следствия признан невиновным и освобождён.
В Персидскую кампанию он находился непосредственно при Паскевиче, причём на него возлагались разные поручения, а по окончании войны он был назначен главным приставом при определении границ между Россией и Персией; за эти труды он получил чин генерал-майора и 6 августа 1829 года назначен в Свиту Его Величества. Во время Турецкой войны барон Ренненкампф неоднократно командовал особыми отрядами в армии графа Паскевича и за участие во взятии Ахалцыха получил золотую саблю с надписью «за храбрость».
Летом 1830 года Ренненкампф подавил восстание осетин в Чеселтском ущелье под руководством Бега Кочиева.
Когда вспыхнуло Польское восстание, Ренненкампф находился в отпуске в Курляндии, и ему было поручено временное начальство над небольшим отрядом, охранявшим Поланген от мятежников. С назначением в Польшу графа Паскевича, Ренненкампф снова вступил к нему в действующую армию и в 1839 году был назначен командующим 1-й пехотной дивизией, а в 1842 году переведён был на Кавказ командующим 19-й пехотной дивизией и 11 апреля 1843 года произведён в генерал-лейтенанты.
2 декабря 1844 года Ренненкампф был отрешен от должности и, «в пример другим», предан был военному суду за умышленное ложное внесение в представление об отличившихся в деле при сел. Бирикей многих лиц, вовсе в этом деле не участвовавших. Суд кончился отставлением его от службы в 1846 году, но с открытием Венгерской кампании 1849 года барон Ренненкампф, с Высочайшего разрешения, вновь поступил на службу прапорщиком в Генеральный Штаб с зачислением в 5-й пехотный корпус. В три года постепенно ему были возвращены все чины до генерал-майора включительно, а в 1853 году он назначен был начальником съёмки сперва Московской, а потом Черниговской губерний.
Восточная война доставила Ренненкампфу случай вполне загладить свою вину: назначенный в действующую армию, он за Дунайскую переправу произведён был в генерал-лейтенанты, а за Севастополь ему не только был прощен штраф, но и пожалован 14 декабря 1855 года орден Белого орла с мечами. Через два года, 8 декабря 1857 года Ренненкампф умер; погребён он в Петербурге, на Волковском лютеранском кладбище. В литературе распространена ошибочная дата смерти — 26 декабря. Верной принято считать 8 декабря, как указанную на надгробном памятнике.

## Награды
российские

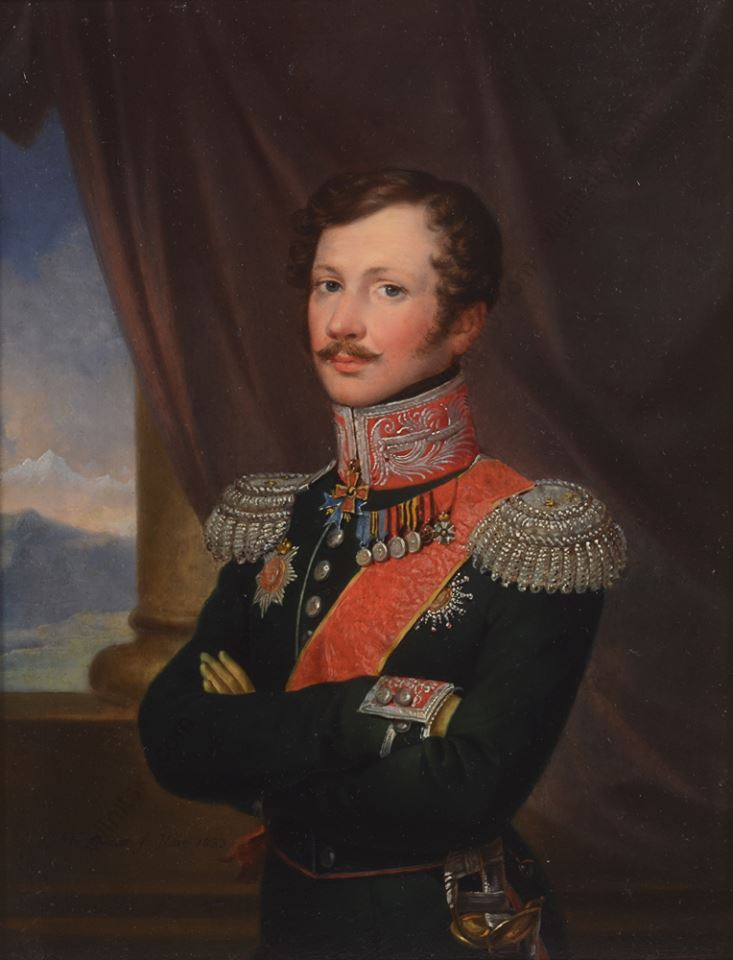
Портрет работы Леопольда Фертбауэра, 1833 г.

- Орден Святой Анны 4-й степени (1813)[4]
- Орден Святого Владимира 4-й степени с бантом (1813)[5]
- Золотая шпага с надписью «За храбрость» (16.11.1828)[4][6]
- Орден Святой Анны 1-й степени (01.01.1831)[4][7]; императорская корона к ордену (14.10.1831)[7]
- Орден Святого Георгия 4-й степени (1834)[8] (за 25 лет выслуги)[4]
- Польский знак отличия за военное достоинство 2-й степени (1838)[4]
- Знак отличия за XXV лет беспорочной службы (1840)[4]
- Орден Святого Владимира 2-й степени (14.03.1842)[4][9]
- Орден Белого Орла с мечами (1855)[4]

иностранные

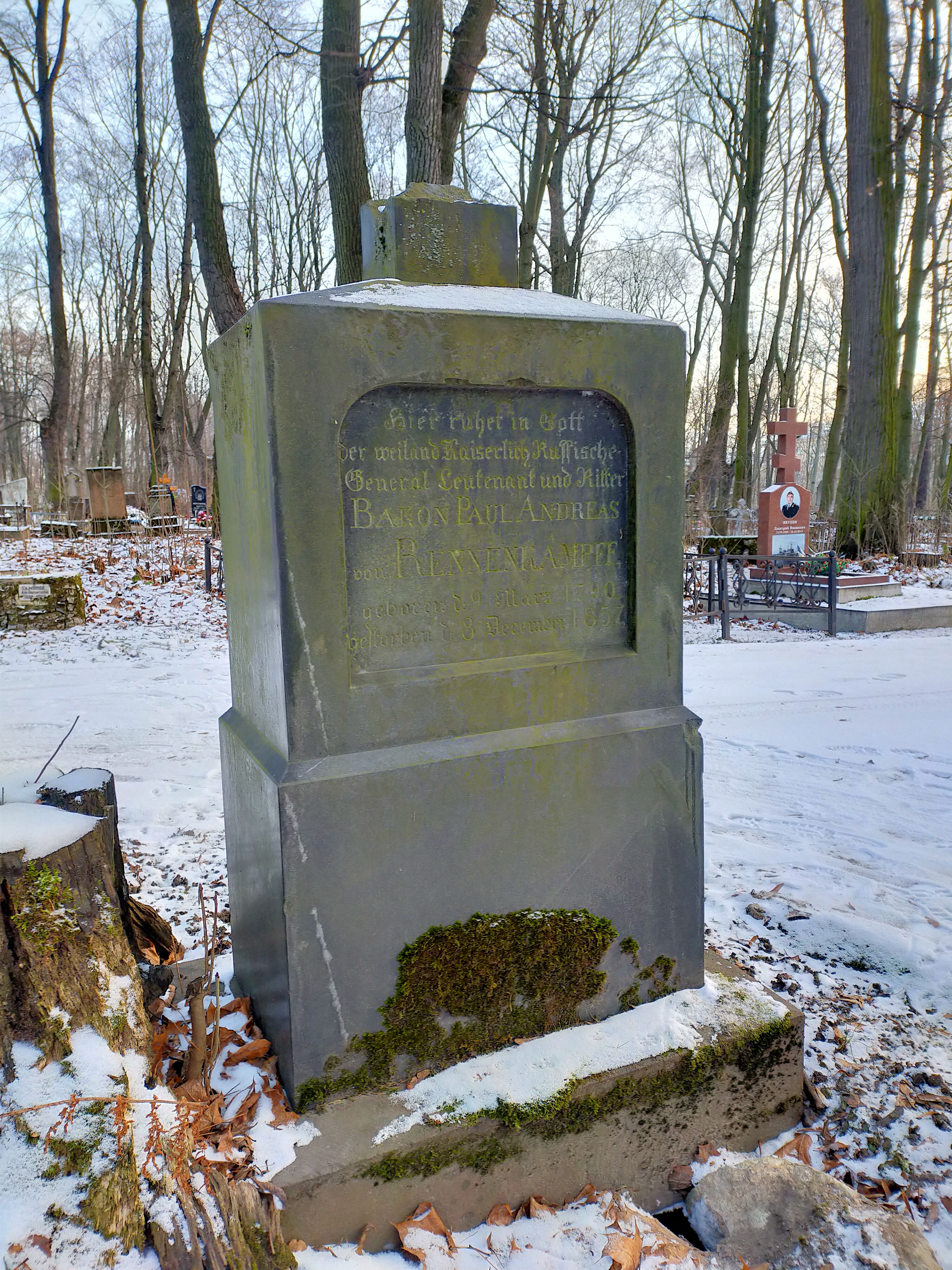
Памятник на могиле П. Я. Ренненкампфа на Волковском лютеранском кладбище

- Орден «Pour le Mérite» (1814; королевство Пруссия)
- Орден Почётного легиона кавалерский крест (1814)
- Орден Льва и Солнца 1-й степени с алмазами (1828)
- Орден Железной Короны 1-й степени (1835)
- Орден Красного Орла 2-й степени со звездой (1835; королевство Пруссия)
- Орден Данеброг 1-й степени (1836; королевство Дания)